# パール金属

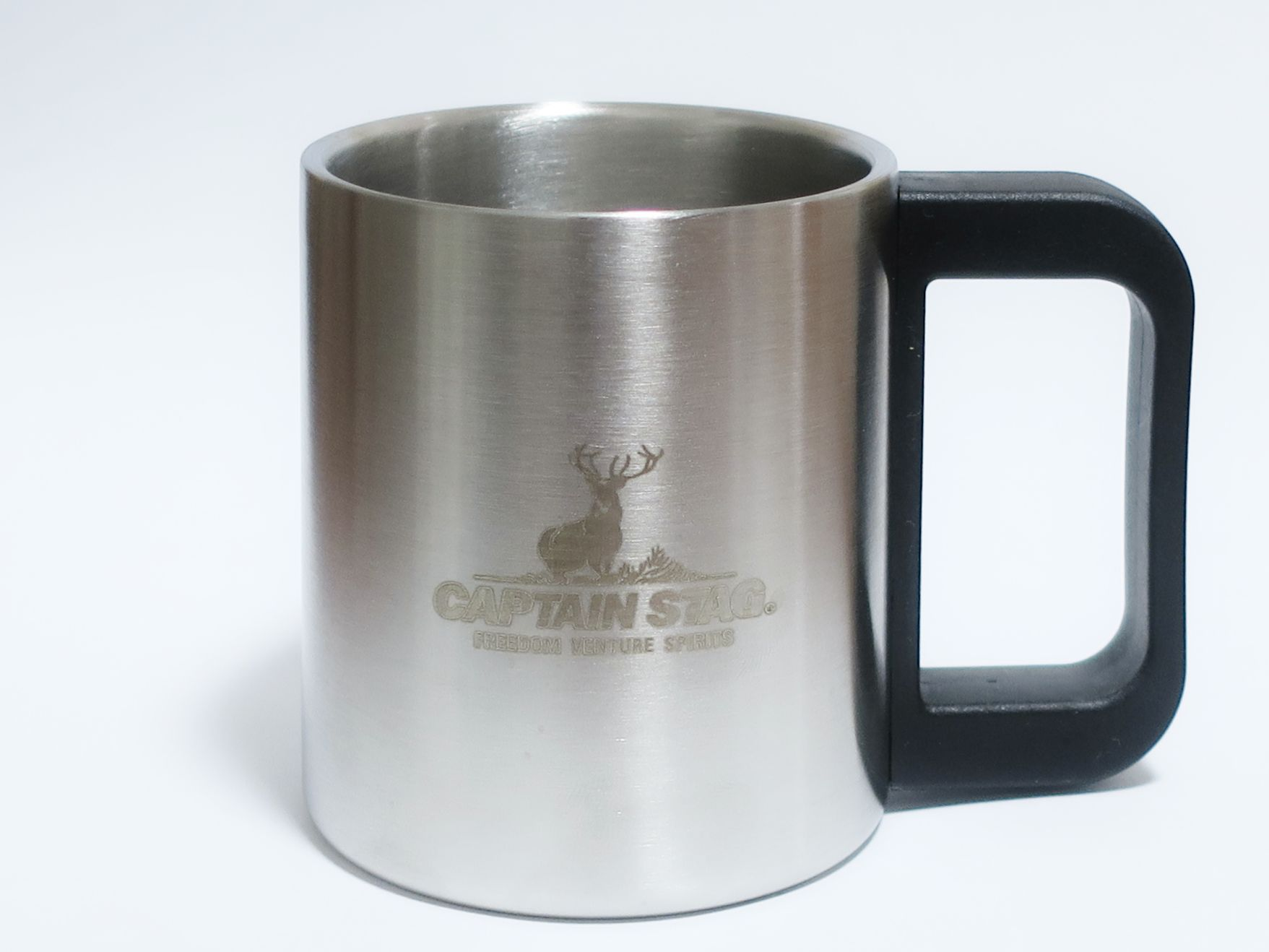
キャプテンスタッグのステンレス鋼製マグカップ

パール金属株式会社（パールきんぞく）とは、新潟県三条市に本社を置く日本の企業である。主にフライパンや圧力鍋などの金属製台所用品などを製造している。特にキッチン・リビング用品のブランドとしてパールライフ(PEARL LIFE)があり、 また、アウトドア用品を製造・販売しているキャプテンスタッグ (CAPTAIN STAG) のブランドでも知られている。

## 概要
「CAPTAIN STAG」のブランド名の由来は牡鹿 (STAG) のリーダー (CAPTAIN)。
アウトドア用のバーベキューコンロや食器の販売から始まり、テントやシュラフ（寝袋）などへ展開を広げた。現在はサイクリング用品やカヌー用品までカバーするオールラウンドなアウトドアブランドとなっている。
なお、三条市民球場の施設命名権を獲得し2014年4月1日から2017年3月31日まで三条パール金属スタジアム（さんじょうパールきんぞくスタジアム）となる。

## 沿革
- 1967年5月 - 資本金300万円で設立。
- 1972年4月 - 社屋を現在の三条市五明地内へ移転。
- 1976年 - アウトドア部門としてCAPTAIN STAGブランドをスタート。
- 1995年3月 - アウトドア専門ショップ「WEST新潟店」オープン。
- 1995年12月 - インターネット・サービス・プロバイダ事業を開始。
- 1998年6月 - アウトドア専門ショップ「WEST三条店」オープン。
- 2011年6月 - アウトドア専門ショップ「WEST上越店」オープン。
- 2012年5月 - キャプテンスタッグ（株）設立
- 2019年4月 - アウトドア専門ショップ「WEST長岡店」オープン。
- 2025年7月26日 - 加藤モーターとCAPTAIN STAGとのパートナーシップにより、キャンピングトレーラー keymaker(キーメイカー)を発表[2]。

## テレビ番組
- 日経スペシャル カンブリア宮殿 快適＆便利の殿堂！ホームセンターSP 〜魅惑の店と驚き商品作りの舞台裏〜（2018年12月20日、テレビ東京）[3]